# Diócesis de Bluefields
La diócesis de Bluefields (en latín: Dioecesis Bluefieldensis) es una circunscripción eclesiástica de la Iglesia católica en Nicaragua. Se trata de una diócesis latina, sufragánea de la arquidiócesis de Managua. Desde el 12 de noviembre de 2020 su obispo es Francisco José Tigerino Dávila.

## Territorio y organización
La diócesis tiene 19 965 km² y extiende su jurisdicción sobre los fieles católicos de rito latino residentes en la región autónoma de la Costa Caribe Sur, excepto los municipios de: Paiwas, Desembocadura de Río Grande y La Cruz de Río Grande, que pertenecen a la diócesis de Siuna.
La sede de la diócesis se encuentra en la ciudad de Bluefields, en donde se halla la Catedral de Nuestra Señora del Rosario.
En 2022 en la diócesis existían 14 parroquias.

## Historia
El territorio de Bluefields nunca fue conquistado por los españoles. Por eso la primera evangelización allí fue por Iglesias protestantes.
En 1894 el presidente Zelaya incorporó la Mosquitia a Nicaragua y de ahí comenzó una inmigración del Pacífico al Atlántico, que sigue hasta el presente. 
El vicariato apostólico de Bluefields fue erigido el 2 de diciembre de 1913 con la bula Quum iuxta apostolicum effatum del papa Pío X, obteniendo el territorio de la diócesis de León. El vicariato apostólico fue confiado a la Orden de los Hermanos Menores Capuchinos y su ministro general mandó a capuchinos de Cataluña en España a cuidarlo pastoralmente.
A su vez, los primeros misioneros catalanes invitaron a las capuchinas de la Madre del Divino Pastor a Bluefields, donde se instalaron en 1926. Los dos primeros obispos del vicariato apostólico de ese grupo de misioneros fueron: Agustín José Bernaus y Serra y  Juan (Matías) Solá y Farrell. Aquel puso las bases de la pastoral y este promovió la Acción Católica y la Tercera Orden Franciscana.
Muchos religiosos catalanes murieron en la guerra civil española (1936-1939), lo que redujo el número de religiosos enviados a la misión. A raíz de esto, la responsabilidad del vicariato apostólico paso a la provincia capuchina de Detroit en los Estados Unidos. Mateo Niedhammer, obispo de Bluefields de 1943 a 1970, era de ese grupo.
Al terminar la Segunda Guerra Mundial en 1945, los Estados Unidos tuvieron prosperidad económica y había muchas vocaciones. Así llegaron religiosos de los Estados Unidos como los Hermanos de la Salle y las Hermanas de Santa Inés y las Carmelitas. En ese tiempo se fundaron: el Instituto de Catequistas en Waspán y el Seminario Pío Décimo en Bluefields.
El Concilio Vaticano II (1962-1965) y la Conferencia de Medellín (1968) cambiaron la vida de la Iglesia en el vicariato apostólico. En Rama en 1968 se celebró la primera asamblea de Delegados de la Palabra. Se buscaba trabajar en equipos pastorales. No solo se celebraban los sacramentos sino también se daban cursos a los dirigentes laicos para formar comunidades cristianas. Llegaron a Muelle de los Bueyes las Hermanas Franciscanas de la Santa Cruz, las primeras religiosas que trabajaron tiempo completo en la pastoral.
Al morir Matteo Aloisio Niedhammer y Yaeckle en 1970, fue consagrado obispo Salvador Schlaefer. Durante su período pastoral, se profundizaron las líneas fuertes del Vaticano II. Se comenzó a celebrar las Asambleas Pastorales del vicariato apostólico cada año; se ordenaron diáconos permanentes, primero entre los miskitos y después entre los campesinos; en conjunto con la Iglesia morava se hizo una traducción del Nuevo Testamento en miskito.
La Revolución sandinista afectó profundamente la vida de la Iglesia antes y después de su triunfo en 1979. Unos apoyaron la revolución por sus alegados ideales de justicia social y participación. Otros fueron víctimas de tortura, cárcel y destierro. Además, la lucha de contras (contrarrevolucionarios) en las montañas dificultó el trabajo pastoral. Empero, durante los años 80 llegaron religiosas de México y Brasil y también sacerdotes de varios países.
Salvador Albert Schlaefer Berg murió en 1993. Su sucesor, Pablo Schmitz, que había sido obispo auxiliar desde 1984, ordenó a 12 sacerdotes diocesanos para el vicariato apostólico. También centralizó la pastoral educativa y la pastoral de salud para darle mejor organización. Desde 2002 Schmitz tuvo el apoyo de un obispo auxiliar, David Zywiec. 
El 30 de noviembre de 2017 fue elevado al rango de diócesis con la bula Ad totius Dominici del papa Francisco y al mismo tiempo cedió una porción de su territorio para la erección de la diócesis de Siuna mediante la bula Cunctae catholicae.

## Estadísticas
Según el Anuario Pontificio 2023 la diócesis tenía a fines de 2022 un total de 656 940 fieles bautizados.
| Año                                                                             | Población            | Población | Población      | Sacerdotes | Sacerdotes    | Sacerdotes    | Bautizados por sacerdote | Diáconos permanentes | Religiosos | Religiosos | Parroquias |
| Año                                                                             | Bautizados católicos | Total     | % de católicos | Total      | Clero secular | Clero regular | Bautizados por sacerdote | Diáconos permanentes | Varones    | Mujeres    | Parroquias |
| ------------------------------------------------------------------------------- | -------------------- | --------- | -------------- | ---------- | ------------- | ------------- | ------------------------ | -------------------- | ---------- | ---------- | ---------- |
| 1966                                                                            | 73 504               | 106 879   | 68.8           | 33         | 1             | 32            | 2227                     |                      | 6          | 53         | ?          |
| 1968                                                                            | 91 444               | 119 445   | 76.6           | 31         |               | 31            | 2949                     |                      | 46         | 51         | 14         |
| 1976                                                                            | 201 529              | 266 719   | 75.6           | 26         | 2             | 24            | 7751                     | 9                    | 38         | 48         | 14         |
| 1978                                                                            | 214 000              | 279 000   | 76.7           | 10         | 2             | 8             | 21 400                   | 13                   | 30         | 42         | 15         |
| 1990                                                                            | 239 000              | 343 000   | 69.7           | 25         | 7             | 18            | 9560                     | 32                   | 22         | 43         | 17         |
| 1999                                                                            | 527 797              | 650 982   | 81.1           | 28         | 16            | 12            | 18 849                   | 28                   | 14         | 62         | 14         |
| 2000                                                                            | 536 000              | 661 000   | 81.1           | 24         | 14            | 10            | 22 333                   | 26                   | 12         | 65         | 14         |
| 2001                                                                            | 544 000              | 671 000   | 81.1           | 24         | 13            | 11            | 22 666                   | 23                   | 13         | 56         | 14         |
| 2002                                                                            | 377 000              | 464 968   | 81.1           | 26         | 14            | 12            | 14 500                   | 22                   | 14         | 63         | 14         |
| 2003                                                                            | 465 736              | 650 000   | 71.7           | 32         | 17            | 15            | 14 554                   | 19                   | 20         | 68         | 14         |
| 2004                                                                            | 475 505              | 662 357   | 71.8           | 31         | 22            | 9             | 15 338                   | 18                   | 14         | 75         | 14         |
| 2010                                                                            | 550 000              | 743 000   | 74.0           | 31         | 20            | 11            | 17 741                   | 23                   | 12         | 71         | 14         |
| 2014                                                                            | 587 000              | 794 000   | 73.9           | 33         | 21            | 12            | 17 787                   | 19                   | 17         | 51         | 18         |
| 2017                                                                            | 623 998              | 994 133   | 62.7           | 30         | 24            | 6             | 20 799                   | ?                    | ?          | 53         | 27         |
| 2017                                                                            | 260 838              | 457 565   | 57.0           | 14         | 10            | 4             | 18 631                   | ?                    | ?          | 29         | 10         |
| 2018                                                                            | 631 181              | 1 069 139 | 59.0           | 24         | 15            | 9             | 26 299                   | 8                    | 9          | 57         | 10         |
| 2020                                                                            | 644 000              | 1 091 145 | 59.0           | 14         | 9             | 5             | 46 000                   | 2                    | 6          | 38         | 11         |
| 2022                                                                            | 656 940              | 1 113 660 | 59.0           | 13         | 12            | 1             | 50 533                   | 3                    | 2          | 18         | 14         |
| Fuente: Catholic-Hierarchy, que a su vez toma los datos del Anuario Pontificio. |                      |           |                |            |               |               |                          |                      |            |            |            |

## Episcopologio

### Vicarios apostólicos
- Agustín José Bernaus y Serra, O.F.M.Cap. † (10 de diciembre de 1913-18 de enero de 1930 falleció)
- Juan (Matías) Solá y Farrell, O.F.M.Cap. † (24 de febrero de 1931-1942 renunció)
- Matteo Aloisio Niedhammer y Yaeckle, O.F.M.Cap. † (11 de mayo de 1943-25 de junio de 1970 falleció)
- Salvador Albert Schlaefer Berg, O.F.M.Cap. † (25 de junio de 1970-22 de octubre de 1993 falleció)
- Pablo Ervin Schmitz Simon, O.F.M.Cap. (28 de julio de 1994-30 de noviembre de 2017 nombrado obispo diocesano)

### Obispos diocesanos
- Pablo Ervin Schmitz Simon, O.F.M.Cap. (30 de noviembre de 2017-12 de noviembre de 2020 retirado)
- Francisco José Tigerino Dávila, desde el 12 de noviembre de 2020